# Gigantes del Sur
O Gigantes del Sur,  é um time de argentino de voleibol da cidade de Neuquén (cidade). O time masculino atualmente disputa a Liga A1 Argentina.

## Histórico
No cenário nacional o projeto de voleibol do Gigantes del Sur é sem dúvida o com maior duração atingindo na jornada esportiva 2018-19 a décima quarta participação consecutiva na elite do voleibol argentino. Disputou a Liga A2 2003-04 e terminou em segundo lugar, mas alcançou a promoção a elite nacional ao conquistar o título da Liga A2 2004-05  ao derrotar o Boca Juniors) e estreou na Liga A Argentina de 2005-06 finalizando na nona colocação.
No período esportivo de 2006-07 avançou a primeira final da Liga A1 Argentina e finalizou com o vice-campeonato perdendo para o invicto Personal Bolívar, ficando marcado como um time competitivo, priorizando o volume de jogo e a eficiência, chegando as semifinais na edição de 2007-08 e obtendo o terceiro lugar, e semifinalista nas edições de 2008-09 e 2009-10.Terminou na quarta posição na Copa Máster de 2015Em 2016 sagrou-se campeão da Copa Desafio de 2016 em Tortuguitas .
Passou a realizar nos últimos anos clínicas e eventos pela província, utilizando como sede de alguns jogos Picún Leufú ou Chos Malal, além de realizar trabalhos sociais, com doações a escolas rurais através de arrecadação a seus fãs, ratificando a identidade a nível regional, até o momento é o único representante provincial no esporte de alto rendimento.Em 2018 foi vice-campeão da Copa Argentina perdendo na final para o Obras de San Juan.
O departamento feminino fez parceria com o CSD Plottier e disputou pela primeira vez a edição do Campeonato Argentino de 2019 (Liga A1) com a alcunha "Gigantes de Plottier", tendo que jogar o Torneio de Permanência de 2019 não alcançando a promoção.

## Títulos conquistados
0 Campeonato Sul-Americano de Clubes
 0 Torneio Argentino Pré Sul-Americano
- Quarto posto:2017-18

 1 Campeonato Argentino A1
- Vice-campeão:2006-07
- Terceiro posto:2007-08
- Quarto posto:2008-09 e 2009-10

 1 Campeonato Argentino A2
- Campeão:2004-05
- Vice-campeão:2003-04

 Copa Máster
- Quarto posto:2015-16

 Copa Argentina
- Vice-campeão:2015-16, 2016-17, 2017-18,2019-20

 Copa Desafio
- Campeão:2015-16

 0 Copa ACLAV
- Vice-campeão:2008-09

 0 Copa Mercosul
- Vice-campeão:2007